# Festival du film coréen à Paris 2016
 (mars 2025).
Le Festival du film coréen à Paris 2016, 11e édition du festival, se déroule du 25 octobre au 1er novembre 2016.

## Sélection

### Ouverture
- Tunnel de Kim Seong-hoon

### Clôture
- Worst Woman (en) de Kim Jong-kwan (en)

### Évènements
- The Age of Shadows de Kim Jee-woon
- Asura: The City of Madness de Kim Seong-su

### Avant-premières
- The Bacchus Lady de Lee Jae-yong
- Madame B, histoire d'une Nord-Coréenne de Yun Jero

### Séances Spéciales
- Dernier train pour Busan de Yeon Sang-ho
- Old Boy de Park Chan-wook
- Musa, la princesse du désert de Kim Seong-su

### Portait -Yoon Ga-eun(en)
- The World of Us (en)
- The Taste of Salvia (court métrage)
- Guest (court métrage)
- Sprout (court métrage)

### Classiques
Cette section propose un hommage au réalisateur Shin Sang-ok.
- A College Woman's Confess (1958)
- Madam White Snake (1960)
- Love Affair (1963)
- L'Écharpe rouge (1964)
- The Homeless Wanderer (1968)